# Danse d'une nuit d'été
Danse d'une nuit d'été (titre original en anglais: Nights of Rain and Stars) est un roman irlandais de Maeve Binchy. Publié dans sa langue d'origine en 2004 aux éditions Orion Publishing, il est traduit en français par Laure Joanin-Llobet et paraît en français, aux éditions Jean-Claude Lattès, en 2007.

## Résumé
À la fin du XXe siècle, cinq jeunes voyageurs, de nationalité différente, qui ont quitté leur famille sont à l'auberge d'Andreas, sur une ile grecque. Shane bat Fiona (Irlandais), et Thomas (américain) fait arrêter Shane. Fiona fait une fausse-couche. Elle va voir Shane en prison mais il la bat encore, et elle l'abandonne. Elle repart en Irlande. Elsa (Allemande) décide d'aller faire sa vie avec Thomas aux États-Unis. Sur l'ile, Adoni, fils d'Andreas, parti depuis très longtemps, revient au cours d'une nuit et danse pour fêter cela. Seule Vonni, qui aide tout le monde, reste seule.